# 子母澤寛
子母澤 寛 （しもざわ かん、1892年2月1日 - 1968年7月19日）は、日本の小説家。北海道厚田郡厚田村（現：石狩市）出身。本名：梅谷 松太郎（うめや まつたろう）。異父弟は洋画家の三岸好太郎。第10回菊池寛賞受賞。

## 人物
祖父の梅谷十次郎（通称：斉藤鉄太郎または鉄五郎）は、江戸幕府から切り米20俵の家禄を受けていた御家人で彰義隊に参加し、箱館戦争に敗れ捕虜となった。釈放された後、札幌へ移り開墾に従事するが成功せず、札幌から10里ほど離れた石狩国の漁村・厚田村で漁場を持った。この祖父は網元で、旅館と料理屋を兼ねた「角鉄」も経営していた村の顔役であった。御家人崩れのヤクザ風な人柄であったという。
子母澤も厚田村に生まれ、早くに実母と別れ、祖父に溺愛されて育った。地元の小学校を卒業後、祖父の勧めで函館庁立商業学校（現：北海道函館商業高等学校）に進学するが、1907年の函館大火で学校が全焼したため退学し、祖父とともに札幌に夜逃げする。その後旧制北海中学校（現：北海高等学校）に進学。高校在学中から文学活動を始め、明治大学専門部法科に進学し1914年に同大学を卒業。
初めは弁護士志望であったが、大学卒業後は横須賀や札幌で地方紙の新聞記者などを勤めた後、帰郷して材木会社に勤めた。1918年に再び上京し、電気商に勤めた後、翌1919年に読売新聞社に入社。その後、1926年には東京日日新聞に移り新聞記者を続ける一方で、明治維新関係の史料に強い関心をいだき、尾佐竹猛らの指導で旧幕臣の聞き書きをまとめ、1928年、処女作の『新選組始末記』で文壇デビュー。その後、『新選組遺聞』、『新選組物語』の「新選組三部作」を出版し、その後の作家たち（司馬遼太郎・池波正太郎など）に引用された。続いて『笹川の繁蔵』、『国定忠治』、『弥太郎笠』、『座頭市物語』などによって、股旅ものの大衆作家としてその地位を不動にした。
1962年、『勝海舟』、『父子鷹』などの幕末・維新ものにより、70歳にして第10回菊池寛賞を受賞。
1968年7月19日、心筋梗塞のため神奈川県藤沢市鵠沼の自宅で死去。76歳没。墓所は鎌倉霊園。戒名は慧光院文宗日寛居士。

## 代表作
代表作に、小説『勝海舟』（大河ドラマ『勝海舟』原作）や『国定忠治』、随筆『ふところ手帖』（『座頭市』の原案）がある。
筆名の「子母澤寛」は、居住地であった東京市大森区新井宿子母沢（現：東京都大田区中央4丁目）より。「寛」は語呂がよかったからだという。いつか菊池寛のような大作家になりたいという憧れから命名したという。

## 著書
- 新選組始末記 万里閣書房、1928年 のち角川文庫、中公文庫（改版）、新人物文庫
- 新選組遺聞 万里閣書房、1929年 のち角川文庫、中公文庫（改版）
- 笹川の繁蔵 塩川書房 1930年
- 幕末巷談 塩川書房 1930年 のち新編『幕末奇談』 旺文社文庫、文春文庫、中公文庫
- 游侠奇談 民友社 1930年 のち桃源社、旺文社文庫、ちくま文庫
- 新選組物語 春陽堂 1931年 のち鱒書房(歴史新書)、角川文庫、中公文庫（改版）
- 弥太郎笠 春陽堂 1932年 のち新潮文庫、光文社文庫（『遊侠ものがたり』同様、後のテレビドラマ『旅人異三郎』の原作となる）
- 菊五郎格子 改造社 1932年
- 投げ節彌之 春陽堂 1932年
- 松五郎鴉 改造社 1933年
- 海棠やくざ 1933年 映画用の作品
- 国定忠治 改造社 1933年 のち新潮文庫
- 露宿洞雑筆 岡倉書房 1934年
- 盗ツ人旦那 改造社 1935年
- 霧の白菊 サイレン社 1936年
- 野火の鴉 昭和長篇小説全集 新潮社 1936年
- お辰街道 興亜書房 1939年
- 意地ッ張地蔵 大道書房 1940年
- 大道 大道書房 1940年
- 飛騨の兄弟 大道書房 1940年
- 松村金太郎 博文館 1940年
- はればれ街道 大道書房 1940年
- 三味線堀 大道書房 1940年
- いざよひ砧 博文館 1940年
- 八州鬼双六 火の巻 大新社 1941年
- 鬼火 大新社 1941年
- 飛ぶ野火 大道書房 1941年
- 開墾 大道書房 1941年
- 奔流 大道書房 1941年
- 弥太五郎船 大新社 1941年
- 恩讐五人兄妹 大新社 1941年
- 茂平次討たる 文松堂 1942年
- お辰街道 青葉しぐれの巻 文松堂 1942年 (労後の光文庫)
- お辰街道 寒紅梅の巻 文松堂 1942年 (労後の光文庫)
- 勝安房守 全3巻 大道書房 1942年
- 起上り小坊主 日正書房 1945年
- 男の肚 日正書房 1945年
- 勝海舟 第1巻 日正書房 1946年
- 觀音小鐵 三原書房 1947年
- 遊侠譚 誠光社 1947年
- 風雲白馬岳 妙義出版社 1948年
- 黒狼の竜騎兵 妙義出版社 1948年
- 謎の百万両 妙義出版社 1948年
- さむらひ鴉 玄理社 1948年
- 恋まんじ赤城嵐 悟桐書院 1948年
- 黄昏地蔵 悟桐書院 1948年
- 地獄囃子 梧桐書院 1948年
- 明月赤尾の林蔵 鷺ノ宮書房 1948年
- 突っかけ侍 大日本雄弁会講談社 1948年
- 白百合屏風 北光書房 1948年
- 源太郎星 鷺ノ宮書房 1948年
- 江戸五人男 玄理社 1949年 のち徳間文庫
- 雲霧秋の月影 玄理社 1949年
- 名月男街道 同光社 1951年
- 股旅しぐれ 同光社 1951年
- 紋三郎の秀 同光社磯部書房 1951年
- 赤城の雁 同光社 1951年
- さんど笠 春陽文庫 1951年
- 河内山宗俊 大日本雄弁会講談社 1951年 のち徳間文庫
- 朧月小狐礼三 桃源社 1951年
- 千石纒 文芸図書出版社 1951年
- 新編勝海舟 創元社、1952-1953年 のち新潮文庫（全6巻、改版）- 大河ドラマ原作
- 纒大名 文芸図書出版社 1952年
- 御存じお役者小僧 文芸図書出版社 1952年
- 上州天狗 文芸図書出版社 1952年
- すつ飛び駕 読売新聞社 1952年 のち新潮文庫、光文社文庫
- 飛びっちょ判官 文芸図書出版社 1952年
- 菊五郎お梶 文芸図書出版社 1952年
- 八州鬼双六 文芸図書出版社 1952年
- 花の菩薩 桃源社 1952年
- 花まつり男姿 文芸図書出版社 1953年
- お小夜手毬 桃源社 1953年
- 鉄火の男 文芸図書出版社 1953年
- 花くらべ千両纒 桃源社 1953年
- 喧嘩街道 桃源社 1953年
- 地獄駕 桃源社 1953年
- 花の三度笠 桃源社 1954年
- 源太やくざ 桃源社 1954年
- 春や深川 桃源社 1954年
- 濡れ燕 桃源社 1954年
- お坊主天狗 毎日新聞社 1954年 のち新潮文庫、徳間文庫
- 浮名行灯 桃源社 1954年
- 伊太郎獅子 桃源社 1954年
- 侠客列伝 鱒書房(歴史新書) 1955年
- つむじ駕 桃源社 1955年
- 松五郎鴉 同光社 1955年
- むすめ剣士 桃源社 1955年
- いざよい伊太郎 同光社 1955年
- 盗ッ人三代 同光社 1956年
- 烈風 東方社 1956年
- 千石纒 桃源社 1956年
- 花の兄弟 続編 桃源社 1956年
- 父子鷹（おやこ鷹） 文藝春秋新社 1956年 のち新潮文庫、講談社文庫、徳間文庫、嶋中文庫
- 一匹獅子 同光社 1956年
- 愛猿記 文藝春秋新社 1956年 のち新潮文庫、文春文庫、中公文庫
- きつね駕 桃源社 1956年
- 花の散る峠 宝文館 1957年
- 剣客物語 文藝春秋新社 1957年 のち文春文庫
- 花の雨 講談社 1958年 のち角川文庫、徳間文庫
- からす組 文藝春秋新社 1958年 のち徳間文庫
- 木曽の花道 平凡出版 1959年
- 昼の月 講談社 1959年 のち徳間文庫
- 蝦夷物語 中央公論社 1960年 のち角川文庫
- 遺臣伝 文藝春秋新社 1960年 のち角川文庫、富士見時代文庫、中公文庫
- 逃げ水 中央公論社 1960年 のち角川文庫、徳間文庫、中公文庫、嶋中文庫
- おとこ鷹 文藝春秋新社 1961年 のち新潮文庫（改版）、講談社文庫、徳間文庫、嶋中文庫
- 子母沢寛全集 中央公論社 全10巻 1962-1963年
- 脇役 中央公論社 1962年 のち文春文庫
- 花と奔流 中央公論社 1962年 のち新編『雨の音　子母沢寛幕末維新小説集』中公文庫
- 二丁目の角の物語 文藝春秋新社 1963年
- 駿河遊侠伝 文藝春秋新社 1963-1964年 のち講談社、徳間文庫
- 町方同心日記抄 中央公論社 1963年
- 鴨川物語 中央公論社 1964年 のち大陸文庫、徳間文庫、中公文庫
- 悪猿行状 文藝春秋新社 1965年
- 玉瘤 新潮社 1965年
- 富岳二景 次郎長と勝蔵 文藝春秋新社 1966年 のち講談社版『駿河遊侠伝』下巻
- 行きゆきて峠あり 読売新聞社 1967年 のち講談社文庫大衆文学館
- 狼と鷹 文藝春秋 1967年
- 子母沢寛全集 （全25巻） 講談社 1973-1975年

## 主な随筆
- 小説のタネ 文藝春秋新社 1955年 のち中公文庫
- 味覚極楽 龍星閣 1957年 のち中公文庫
- ふところ手帖(正・続) 中央公論社 1961年 のち中公文庫 正・続
- よろず覚え帖 朝日新聞社 1962年 のち中公文庫
- 子母沢寛全歴史エッセイ集（全3巻） 新人物往来社 1972年

## 主な映像化作品
- 「座頭市」シリーズ

映画
- 天狗の安 (1934年)
- あばれ行燈 (1935年)
- 千石纏 (1950年)
- 天狗の安 (1951年)
- 飛びっちょ判官 (1952年)
- 弥太郎笠 前・後篇 (1952年)
- すっ飛び駕 (1952年)
- あばれ獅子 (1953年)
- お役者小僧 (1953年)
- 新選組鬼隊長 (1954年)
- お坊主天狗 前篇・後篇 (1954年)
- 唄ごよみいろは若衆 (1954年)
- 花の三度笠 (1954年)
- お役者小僧 江戸千両幟 (1955年)
- りゃんこの彌太郎 (1955年)
- 弥太郎笠 (1955年)
- 紋三郎の秀 (1955年)
- 伊太郎獅子 (1955年)
- 花の兄弟 (1956年)
- 父子鷹 (1956年)
- あばれ行燈 (1956年)
- 弥太郎笠 (1957年)
- 赤城の血煙 国定忠治 (1957年)
- 股旅男八景 殿さま鴉 (1957年)
- 天保六花撰 地獄の花道 (1960年)
- 弥太郎笠 (1960年)
- お坊主天狗 (1962年)
- 新選組始末記 (1963年)
- 駿河遊侠伝 賭場荒し (1964年)
- 駿河遊侠伝 破れ鉄火 (1964年)
- 駿河遊侠伝 度胸がらす (1965年)

テレビドラマ
- 父子鷹 (1961年、1964年、1972年、1994年)
- おとこ鷹 (1972年)
- 旅人異三郎 (1973年)
- 風の中のあいつ (1973 - 1974年)
- 勝海舟 (1974年)
- 新選組始末記 (1977年)